# Одумосу, Муйзат Аджоке
Муйзат Аджоке «Эй Джей» Одумосу Аладемерин (англ. Muizat Ajoke "AJ" Odumosu Alademerin; род. 27 октября 1987, Лагос) — нигерийская легкоатлетка, специалистка по бегу на короткие дистанции и барьерному бегу. Выступала за сборную Нигерии по лёгкой атлетике в период 2006—2015 годов, трёхкратная чемпионка Африки, чемпионка Всеафриканских игр, чемпионка Игр Содружества, многократная рекордсменка страны, участница двух летних Олимпийских игр.

## Биография
Муйзат Аджоке Одумосу родилась 27 октября 1987 года в Лагосе, Нигерия.
Занималась бегом во время учёбы в Университете Южной Алабамы в США, состояла в местной легкоатлетической команде «Ягуарс», неоднократно принимала участие в различных студенческих соревнованиях, в том числе в чемпионатах Национальной ассоциации студенческого спорта и конференции Sun Belt.
Дебютировала на международном уровне в сезоне 2006 года, когда вошла в состав нигерийской национальной сборной и выступила на юниорском мировом первенстве в Пекине, где финишировала пятой в беге на 400 метров с барьерами и выиграла серебряную медаль в эстафете 4 × 400 метров.
В 2007 году побывала на Всеафриканских играх в Алжире, откуда привезла награду бронзового достоинства, выигранную в беге на 400 метров в барьере. Стартовала на чемпионате мира в Осаке, но здесь была далека от попадания в число призёров.
На чемпионате Африки 2008 года в Аддис-Абебе одержала победу в барьерном беге на 400 метров. Благодаря череде удачных выступлений удостоилась права защищать честь страны на летних Олимпийских играх в Пекине — в беге на 400 метров показала время 51,39 секунды, установив тем самым свой личный рекорд в данной дисциплине, однако пройти дальше стадии полуфиналов не смогла. При этом в программе эстафеты 4 × 400 метров стала со своей командой седьмой.
В 2009 году отметилась выступлением на мировом первенстве в Берлине.
В 2010 году в беге на 400 метров с барьерами одержала победу на Играх Содружества в Дели, была второй на Континентальном кубке в Сплите. На африканском первенстве в Найроби дважды поднималась на пьедестал почёта, получила серебро в барьерном беге на 400 метров и золото в эстафете 4 × 400 метров.
На Всеафриканских играх 2011 года в Мапуту победила в зачёте бега на 400 метров с барьерами. Стартовала на чемпионате мира в Тэгу.
В 2012 году в барьерном беге на 400 метров победила на чемпионате Африки в Порто-Ново. Находясь в числе лидеров легкоатлетической команды Нигерии, благополучно прошла отбор на Олимпийские игры в Лондоне. На сей раз в беге на 400 метров с барьерами установила национальный рекорд, показав время 54,40 секунды, и расположилась в итоговом протоколе на восьмой строке. В эстафете 4 × 400 метров нигерийские спортсменки заняли седьмое место, но были дисквалифицированы за выход за пределы своей беговой дорожки.
После лондонской Олимпиады Одумосу осталась в составе нигерийской национальной сборной и продолжила принимать участие в крупнейших международных стартах. Так, в 2013 году она выступила на мировом первенстве в Москве.
В 2015 году выиграла серебряную медаль в беге на 400 метров с барьерами на Африканских играх в Браззавиле. Вскоре по окончании этих соревнований приняла решение завершить спортивную карьеру.